# Utah Starzz 1997
La stagione 1997 delle Utah Starzz fu la 1ª nella WNBA per la franchigia.
Le Utah Starzz arrivarono quarte nella Western Conference con un record di 7-21, non qualificandosi per i play-off.

## Roster
| N° | Naz.                     | Ruolo | Sportivo       | Anno | Alt. | Peso |
| -- | ------------------------ | ----- | -------------- | ---- | ---- | ---- |
| 3  | Stati Uniti (bandiera)   | C     | Karen Booker   | 1965 | 185  | 77   |
| 11 | Stati Uniti (bandiera)   | G     | Dena Head      | 1970 | 178  | 73   |
| 14 | Stati Uniti (bandiera)   | A     | Wendy Palmer   | 1974 | 188  | 75   |
| 15 | Stati Uniti (bandiera)   | A     | Greta Koss     | 1974 | 185  | 66   |
| 22 | Nuova Zelanda (bandiera) | A     | Megan Compain  | 1975 | 188  | 65   |
| 23 | Stati Uniti (bandiera)   | G     | Kim Williams   | 1974 | 168  | 62   |
| 25 | Stati Uniti (bandiera)   | AC    | Jessie Hicks   | 1971 | 188  | 85   |
| 27 | Stati Uniti (bandiera)   | G     | Lady Hardmon   | 1970 | 178  | 73   |
| 28 | Russia (bandiera)        | C     | Elena Baranova | 1972 | 196  | 83   |
| 32 | Stati Uniti (bandiera)   | G     | Tammi Reiss    | 1970 | 168  | 59   |
| 34 | Stati Uniti (bandiera)   | GA    | Deborah Carter | 1972 | 183  | 84   |
| 52 | Stati Uniti (bandiera)   | AC    | Raegan Scott   | 1975 | 191  | 77   |

## Staff tecnico
- Allenatore: Denise Taylor
- Vice-allenatore: Greg Williams